# Dirk Frans Elisabeth Thys van den Audenaerde
Dirk Frans Elisabeth Thys van den Audenaerde (* 14. März 1934 in Mechelen) ist ein belgischer Ichthyologe. Seine Forschungsinteressen umfassen die Biodiversität, Biogeographie, Anatomie und Systematik der Ichthyofauna Zentral- und Westafrikas, insbesondere der Buntbarsche. Er ist Ehrendirektor des Königlichen Museum für Zentral-Afrika in Tervuren und emeritierter Professor an der Katholischen Universität Löwen.

## Leben
Thys van den Audenaerde schloss 1956 sein Studium als Agraringenieur an der Universität Gent mit der Dissertation Bijdrage tot de systeematiek en tot de kennis van het voedingsregime der Tilapia-soorten van Belgisch Kongo ab. 1959 erwarb er ein Lizentiat in Zoologie an der Université libre de Bruxelles (ULB) und begann anschließend als wissenschaftlicher Mitarbeiter am Königlichen Museum für Zentral-Afrika (RMCA) in Tervuren. 1970 wurde er in Gent mit der Dissertation Bijdrage tot een systematische en bibliografische monografie van het genus Tilapia (Fische, Cichlidae) in den Agrarwissenschaften zum Ph.D. promoviert. 1974 übernahm er von Max Poll die Leitung der Wirbeltierabteilung in Tervuren. 1980 wurde ihm die interimistische Leitung des RMCA anvertraut, bis er schließlich 1985 Direktor des Museums wurde. Dieses Amt hatte er bis zu seiner Pensionierung im Jahr 1999 inne. Ferner war er von 1973 bis 1982 als Teilzeitdozent an der Universität Antwerpen und von 1975 bis 1999 als außerordentlicher Professor an der Katholischen Universität Löwen tätig.
Thys van den Audenaerde unternahm zahlreiche Studienreisen nach West- und Zentralafrika, darunter Belgisch-Kongo/Zaire, Mali, Senegal und andere, um die Fischfauna zu studieren.
Er war Autor zahlreicher Publikationen über Fische in Zentral- und Westafrika. Allein oder in Zusammenarbeit mit Co-Autoren beschrieb er drei neue Gattungen und 52 neue Arten, die als gültig erachtet wurden. Sein Hauptaugenmerk galt vor allem den Buntbarschen, von denen er 26 neue Arten beschrieb. Er beschrieb aber auch Taxa aus anderen Gruppen, darunter 10 neue Arten aus der Familie der Karpfenfische und 6 neue Arten aus der Familie die Nilhechte. Zu seinen Erstbeschreibungen zählen die Buntbarscharten Tilapia dageti, Tilapia walteri und Tilapia coffea sowie die Buntbarschgattungen Danakilia, Pelmatolapia und Triglachromis.
1978 wurde Thys van den Audenaerde zum Mitglied der Königlich Flämischen Akademie Belgiens für Wissenschaften und Künste gewählt.

## Dedikationsnamen
Nach Thys van den Audenaerde sind unter anderen Sargochromis thysi, Doumea thysi und Barbus thysi benannt.

## Schriften (Auswahl)
- The freshwater fishes of Fernando Póo. Verh. K. Vlaamse Acad. Wet. Lett. Sch. Kunst. België, 1967, 167 S.
- An annotated bibliography of Tilapia (Pisces, Cichlidae) Document. zool. Ko. Rev. Zool. Bot. Afr., 1972, Band 85, S. 93–98
- Check-list of the freshwater fishes of Africa, Cloffa, 1984
- Naissance du Congo belge, Brüssel, 1989
- Koninklijk Museum voor Midden-Afrika Tervuren, 1994